# Ai to Makoto
Pour plus de détails, voir Fiche technique et Distribution.
Ai to Makoto (愛と誠) est un film japonais réalisé par Takashi Miike, sorti en 2012.

## Synopsis
Makoto arrive à Tokyo pour se venger d'un incident passé, mais il tombe amoureux d'Ai.

## Fiche technique
- Titre : Ai to Makoto
- Titre anglais : For Love's Sake
- Réalisation : Takashi Miike
- Scénario : Takayuki Takuma d'après le manga d'Ikki Kajiwara et Takumi Nagayasu
- Musique : Takeshi Kobayashi
- Photographie : Nobuyasu Kita
- Montage : Kenji Yamashita
- Production : 愛と誠
- Société de production : Concept Film, Excellent Film, Horipro, Kadokawa Shoten, Kinoshita Group, NTT Docomo, Oriental Light and Magic, TV Asahi et Toei Company
- Pays :  Japon
- Genre : Film musical et romance
- Durée : 133 minutes
- Dates de sortie : 
  -  Japon : 16 juin 2012

## Distribution
- Satoshi Tsumabuki : Makoto Taiga
- Emi Takei : Ai Saotome
- Takumi Saitō : Hiroshi Iwashimizu
- Ito Ono : Yuki Takahara
- Masachika Ichimura : Shogo Saotome
- Yo Hitoto : Miyako Saotome
- Kimiko Yo : Toyo Taiga
- Seishirō Katō : Makoto Taiga
- Sakura Andō : Gum-ko
- Tsuyoshi Ihara : Kenta Zaō
- Ken Aoki
- Ayano
- Ken Maeda : le professeur

## Distinctions
Le film a été nommé au Japan Academy Prize du meilleur espoir pour Emi Takei (conjointement avec ses performances dans Kenshin le vagabond et Kyô, koi o hajimemasu).

## Box-office
Le film a rapporté 342 330 dollars au box-office.